# ビビットくん
ビビットくんはフジテレビ系列局のテレビ愛媛（EBC）のマスコットキャラクターである。

## 概要
1990年代に使用開始され（1992年10月5日の愛媛新聞 朝刊テレビ欄の下にある広告で既に使用されている）、2006年10月1日に愛媛県で地上デジタル放送が開始されたのに伴い、2代目にリニューアルされた。これに合わせ、EBCのキャッチコピーも「ビビっと、EBC」となった。以降、EBCの企業CMなどに登場している。
リニューアルする前の2001年には、「FNS27時間テレビ」内の企画『FNS最強キャラクター大相撲』において優勝を果たした。
2019年にテレビ愛媛開局50周年に伴い丸みを帯びたデザインに変更された。

## 特徴
- 容姿は、テレビを模した四角い顔にアンテナを模した2本の角のようなのものが生えている。
- 初代ビビットくんの顔には口しかなかったが、2代目は黒目が追加され表情が豊かになった。

## ビビットくんの仲間
- ビビットンビ　(トンビ)
- ビビットラ　　(トラ)
- ビビットナカイ(トナカイ)
- ビビットン　　(ブタ)

## ライバル
- 南海放送 (RNB) ウィット
- あいテレビ (ITV) ろっくん
- 愛媛朝日テレビ (eat) eatフレンズ